# Samuel Stritch

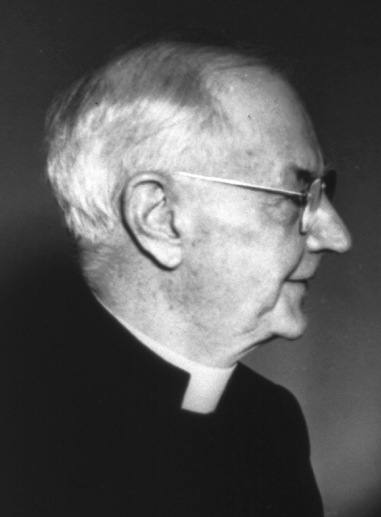
Samuel Alphonse Kardinal Stritch

Kardinalswappen

Samuel Alphonse Kardinal Stritch (* 17. August 1887 in Nashville, Tennessee, USA; † 27. Mai 1958 in Rom) war Erzbischof von Chicago und später ein Kurienkardinal der römisch-katholischen Kirche.

## Leben
Samuel Stritch studierte in Cincinnati und Rom die Fächer Katholische Theologie und Philosophie. Er empfing am 21. Mai 1909 in Rom das Sakrament der Priesterweihe durch Kurienkardinal Pietro Respighi und arbeitete anschließend als Gemeindeseelsorger in der Diözese Nashville. In den Jahren 1916 und 1917 war er persönlicher Sekretär des Bischofs von Nashville Thomas Sebastian Byrne, von 1917 bis 1921 Diözesankanzler. 
1921 verlieh ihm Papst Benedikt XV. den Titel eines Päpstlichen Hausprälaten und ernannte ihn am 10. August desselben Jahres zum Bischof von Toledo in Ohio. Die Bischofsweihe spendete ihm der Erzbischof von Cincinnati, Henry Moeller, am 30. November 1921. Mitkonsekratoren waren der Erzbischof von Little Rock, John Baptist Morris, und der Bischof von Brooklyn, Thomas Edmund Molloy.
Papst Pius XI. ernannte Samuel Alphonse Stritch am 26. August 1930 zum Erzbischof von Milwaukee, Papst Pius XII. übertrug ihm am 27. Dezember 1939 die Leitung des Erzbistums Chicago und nahm ihn am 18. Februar 1946 als Kardinalpriester mit der Titelkirche Sant’Agnese fuori le mura in das Kardinalskollegium auf. Am 1. März 1958 ernannte ihn Papst Pius XII. zum Pro-Präfekten der Kongregation de Propaganda Fide. Samuel Alphonse Stritch starb am 26. Mai 1958 an den Folgen einer Operation und wurde im Bischofsmausoleum der Erzdiözese Chicago auf dem Friedhof Mount Carmel Cemetery (Hillside) bestattet.

## Ehrungen
- 1956: Großkreuz des Verdienstordens der Italienischen Republik